# Ambrose Bierce
Ambrose Gwinnett Bierce (Condado de Meigs, Ohio, 24 de junho de 1842 – dezembro de 1913 ou janeiro de 1914) foi um crítico satírico, escritor e jornalista estadunidense, particularmente conhecido pela sua obra O Dicionário do Diabo.
A primeira compilação e tradução integral dos seus contos em Língua Portuguesa foi editada em 2010 pela Eucleia Editora.

## Vida
Criado no condado de Kosciusko, Indiana, Bierce tornou-se aprendiz em um jornal de Varsóvia, Indiana, após cerca de um ano no ensino médio. Em 1861, ele se alistou no 9.º Voluntário de Indiana e lutou em várias batalhas da Guerra Civil Americana, incluindo Shiloh e Chickamauga. Depois de ser gravemente ferido na batalha de Kennesaw Mountain em 1864 recebeu uma promoção por mérito em 1867, e serviu até janeiro de 1865. Mudou-se para São Francisco, na época do renascimento artístico, e começou a contribuir com periódicos, particularmente o News Letter, do qual se tornou editor em 1868.
Sua primeira história publicada foi "O Vale Assombrado" em 1871.
Em dezembro de 1871, casou-se com Mary Ellen Day e, de 1872 a 1875, os Bierces viveram na Inglaterra, onde escreveu para as revistas londrinas Fun e Figaro, editou o Lantern para a imperatriz francesa exilada Eugénie e publicou três livros, The Fiend's Delight (1872), Nuggets and Dust Panned Out na Califórnia (1872) e Teias de aranha de um crânio vazio (1874).
Definia que "sozinho" era estar em "má companhia". Bierce fez do cinismo, misturado ao humor negro, sua marca registrada. Família, nação, raça humana: nada escapava de suas estocadas, até hoje repetidas nos Estados Unidos.
Em 1877, tornou-se editor associado do Argonaut de São Francisco, mas o deixou em 1879-80 para uma tentativa malsucedida de mineração de placer em Rockerville, no território de Dakota. Posteriormente, ele foi editor do San Francisco Illustrated Wasp por cinco anos. Em 1887, ele se juntou à equipe do San Francisco Examiner de William Randolph Hearst, para o qual escreveu a coluna "Prattler". Em 1896, Bierce mudou-se para Washington, DC, onde continuou escrevendo para jornais e revistas. Como colunista de jornal, ele se especializou em ataques críticos a poetas amadores, clérigos, políticos desonestos e fraudes de todos os tipos.
Contista excelente, suas obras são constantes em qualquer antologia de contos americanos. 
Bierce se separou de sua esposa, perdeu seus dois filhos e quebrou muitas amizades. Em 1913, aos 71 anos de idade e cansado da vida americana, mudou-se para o México, então no meio de uma revolução liderada por Pancho Villa. Seu fim é um mistério, mas uma conjetura razoável é que ele foi morto no cerco de Ojinaga em janeiro de 1914. A teoria mais popular diz que ele foi fuzilado pelos revolucionários do exército de Pancho Villa.
O local e a data de sua morte são incertos, sendo que teria falecido provavelmente em dezembro de 1913 ou 1914.

## Publicações

### Volumes publicados

#### Publicado durante a vida de Bierce
- The Fiend's Delight (as by "Dod Grile"). (Londres: John Camden Hotten, 1873). Histórias, sátiras, jornalismo, poesia.
- Nuggets and Dust Panned Out in California (as by "Dod Grile"). (Londres: Chatto & Windus, 1873). Histórias, sátiras, epigramas, jornalismo.
- Cobwebs from an Empty Skull (como por "Dod Grile"). (Londres e Nova York: George Routledge & Sons, 1874). Fábulas, histórias, jornalismo.
- (with Thomas A. Harcourt) The Dance of Death (como por "William Herman"). (São Francisco: H. Keller & Co., 1877). Sátira.
- Map of the Black Hills Region, Showing the Gold Mining District and the Seat of the Indian War (São Francisco: A. L. Bancroft & Co., 1877). Não ficção: mapa.
- Tales of Soldiers and Civilians (São Francisco: E. L. G. Steele, 1891; muitas edições subsequentes, algumas sob o título In the Middle of Life). Ficção: histórias.
- (com G. A. Danziger) The Monk and the Hangman's Daughter (Chicago: F.J. Schulte & Co., 1892). Ficção: romance (tradução de Der Mönch von Berchtesgaden por Richard Voss).
- Black Beetles in Amber (São Francisco and New York: Western Authors Publishing, 1892). Poesia.
- Can Such Things Be?  (Nova York: Cassell, 1893). Ficção: histórias.
- How Blind Is He (São Francisco: F. Soulé Campbell, c. 1896). Poesia.
- Fantastic Fables (Nova York e Londres: G. P. Putnam's Sons, 1899). Ficção: fábulas.
- Shapes of Clay (São Francisco: W. E. Wood George Sterling, 1903). Poesia.
- The Cynic's Word Book (Nova York: Doubleday, Page & Co., 1906). Sátira.
- A Son of the Gods and A Horseman in the Sky (São Francisco: Paul Elder, 1907). Ficção: histórias.
- Write It Right: A Little Blacklist of Literary Faults (Nova York e Washington, D.C.: Neale Publishing, 1909). Não ficção: uso preciso das palavras.
- The Shadow on the Dial and Other Essays S. O. Howes, ed. (São Francisco: A.M. Robertson, 1909). Colecionou jornalismo.
- The Collected Works of Ambrose Bierce (Nova York e Washington, D.C.: Neale Publishing, 1909–1912):
  - Volume I: Ashes of the Beacon
  - Volume II: In the Midst of Life: Tales of Soldiers and Civilians
  - Volume III: Can Such Things Be?
  - Volume IV: Shapes of Clay
  - Volume V: Black Beetles in Amber
  - Volume VI: The Monk and the Hangman's Daughter; Fantastic Fables
  - Volume VII: The Devil's Dictionary
  - Volume VIII: Negligible Tales; On with the Dance; Epigrams
  - Volume IX: Tangential Views
  - Volume X: The Opinionator
  - Volume XI: Antepenultimata
  - Volume XII: In Motley

#### Publicado postumamente
Ficção
- My Favorite Murder (Nova York: Curtis J. Kirch, 1916)
- A Horseman in the Sky: A Watcher by the Dead: The Man and the Snake (São Francisco: Book Club of California, 1920)
- Ten Tales (Londres: First Edition Club, 1925)
- Fantastic Debunking Fables (Girard, KS: Haldeman-Julius, 1926)
- An Occurrence at Owl Creek Bridge and Other Stories (Girard, KS: Haldeman-Julius, c. 1926)
- The Horseman in the Sky and Other Stories (Girard, KS: Haldeman-Julius, c. 1926)
- Tales of Ghouls and Ghosts (Girard, KS: Haldeman-Julius, c. 1927)
- Tales of Haunted Houses (Girard, KS: Haldeman-Julius, c. 1927)
- My Favorite Murder and Other Stories (Girard, KS: Haldeman-Julius, c. 1927)
- Ghost and Horror Stories, E. F. Bleiler, ed. (Nova York: Dover, 1964)
- The Complete Short Stories of Ambrose Bierce, Ernest Jerome Hopkins, ed. (Garden City, NY: Doubleday, 1970)
- The Stories and Fables of Ambrose Bierce, Edward Wagenknecht, ed. (Owings Mills, MD: Stemmer House, 1977)
- For the Ahkoond (West Warwick, RI: Necromomicon Press, 1980)
- A Horseman in the Sky  (Skokie, IL: Black Cat Press, 1983)
- One Summer Night
- One of the Missing: Tales of the War Between the States (Covelo, CA: Yolla Bolly Press, 1991)
- Civil War Stories (Nova York: Dover, 1994)
- An Occurrence at Owl Creek Bridge and Other Stories (Londres: Penguin, 1995)
- The Moonlit Road and Other Ghost and Horror Stories (Mineola, NY: Dover, 1998)
- A Deoderizer of Dead Dogs, Carl Japikse, ed. (Alpharetta, GA: Enthea Press, 1998)
- The Collected Fables of Ambrose Bierce, S. T. Joshi, ed. (Columbus: Ohio State University Press, 2000)
- The Short Fiction of Ambrose Bierce: A Comprehensive Edition (3 vols.), S. T. Joshi, Lawrence I. Berkove, and David E. Schultz, eds. (Knoxville: University of Tennessee, 2006)
- Ambrose Bierce: Masters of the Weird Tale, S. T. Joshi, ed. (Lakewood, CO: Centipede Press, 2013)

Sátira
- Extraordinary Opinions on Commonplace Subjects (Girard, KS: Haldeman-Julius, c. 1927)
- A Cynic Looks at Life (Girard, KS: Haldeman-Julius, c. 1927)
- The Sardonic Humor of Ambrose Bierce,  George Barkin, ed. (Nova York: Dover, 1963)
- The Fall of the Republic and Other Political Satires, S. T. Joshi and David E. Schultz, eds. (Knoxville: University of Tennessee, 2000)

Poesia
- An Invocation (São Francisco: John Henry Nash/Book Club of California, 1928)
- The Lion and the Lamb (Berkeley: Archetype Press, 1939)
- A Vision of Doom: Poems by Ambrose Bierce , Donald Sidney-Fryer, ed. (West Kingston, RI: Donald M. Grant, Publisher 1980)
- Poems of Ambrose Bierce, M. E. Grenander, ed. (Lincoln: University of Nebraska, 1995)

Jornalismo
- Selections from Prattle, Carroll D. Hall, ed. (São Francisco: Book Club of California, 1936)
- The Ambrose Bierce Satanic Reader, Ernest Jerome Hopkins, ed. (Garden City, NY: Doubleday, 1968)
- Skepticism and Dissent: Selected Journalism from 1898 to 1901, Lawrence I. Berkove, ed. (Ann Arbor: Delmas, 1980)

Autobiografia
- Iconoclastic Memories of the Civil War: Bits of Autobiography (Girard, KS: Haldeman-Julius, c. 1927)
- Battle Sketches (Londres: First Editions Club, 1930)
- A Sole Survivor: Bits of Autobiography, S. T. Joshi and David E. Schultz, eds. (Knoxville: University of Tennessee, 1998)

Coleções de tipos mistos de conteúdo
- The Collected Writings of Ambrose Bierce (Nova York: Citadel Press, 1946)
- Ambrose Bierce's Civil War, William McCann, ed. (Chicago: Gateway Editions, 1956)
- The Devil's Advocate: An Ambrose Bierce Reader, Brian St. Pierre, ed. (São Francisco: Chronicle Books, 1987)
- An Occurrence at Owl Creek Bridge and Selected Works (Des Moines: Perfection Form Co., 1991)
- Shadows of Blue and Gray: The Civil War Writings of Ambrose Bierce, Brian M. Thomsen, ed. (Nova York: Forge, 2002)
- Phantoms of a Blood-Stained Period: The Complete Civil War Writings of Ambrose Bierce, Russell Duncan and David J. Klooster, eds. (Amherst: University of Massachusetts, 2002)
- Ambrose Bierce: The Devil's Dictionary, Tales, and Memoirs, S. T. Joshi, ed. (Boone, IA: Library of America, 2011)
- Collected Essays and Journalism: Volume 1: 1867–1869, David E. Schultz and S. T. Joshi, eds. (Seattle: Sarnath Press, 2022)
- Collected Essays and Journalism: Volume 2: 1869–1870, David E. Schultz and S. T. Joshi, eds. (Seattle: Sarnath Press, 2022)
- Collected Essays and Journalism: Volume 3: 1870–1871, David E. Schultz and S. T. Joshi, eds. (Seattle: Sarnath Press, 2022)
- Collected Essays and Journalism: Volume 4: 1871–1872, David E. Schultz and S. T. Joshi, eds. (Seattle: Sarnath Press, 2022)
- Collected Essays and Journalism: Volume 5: 1872–1873, David E. Schultz and S. T. Joshi, eds. (Seattle: Sarnath Press, 2022)
- Collected Essays and Journalism: Volume 6: 1873–1874, David E. Schultz and S. T. Joshi, eds. (Seattle: Sarnath Press, 2023)
- Collected Essays and Journalism: Volume 7: 1874–1875, David E. Schultz and S. T. Joshi, eds. (Seattle: Sarnath Press, 2023)
- Collected Essays and Journalism: Volume 8: 1875–1876, David E. Schultz and S. T. Joshi, eds. (Seattle: Sarnath Press, 2023)
- Collected Essays and Journalism: Volume 9: 1877–1878, David E. Schultz and S. T. Joshi, eds. (Seattle: Sarnath Press, 2023)
- Collected Essays and Journalism: Volume 10: 1878–1880, David E. Schultz and S. T. Joshi, eds. (Seattle: Sarnath Press, 2023)
- Collected Essays and Journalism: Volume 11: 1881, David E. Schultz and S. T. Joshi, eds. (Seattle: Sarnath Press, 2023)
- Collected Essays and Journalism: Volume 12: 1882, David E. Schultz and S. T. Joshi, eds. (Seattle: Sarnath Press, 2023)
- Collected Essays and Journalism: Volume 13: 1883, David E. Schultz and S. T. Joshi, eds. (Seattle: Sarnath Press, 2023)
- Collected Essays and Journalism: Volume 14: 1833–1884, David E. Schultz and S. T. Joshi, eds. (Seattle: Sarnath Press, 2023)
- Collected Essays and Journalism: Volume 15: 1884–1885, David E. Schultz and S. T. Joshi, eds. (Seattle: Sarnath Press, 2023)
- Collected Essays and Journalism: Volume 16: 1885, David E. Schultz and S. T. Joshi, eds. (Seattle: Sarnath Press, 2023)
- Collected Essays and Journalism: Volume 17: 1886, David E. Schultz and S. T. Joshi, eds. (Seattle: Sarnath Press, 2023)

Cartas
- Containing Four Ambrose Bierce Letters (Nova York: Charles Romm, 1921)
- The Letters of Ambrose Bierce, Bertha Clark Pope [e George Sterling, não creditado], eds. (São Francisco: Book Club of California, 1922)
- Twenty-one Letters of Ambrose Bierce, Samuel Loveman, ed. (Cleveland: George Kirk, 1922)
- A Letter and a Likeness (n.p.: Harvey Taylor, [1930?])
- Battlefields and Ghosts (Palo Alto: Harvest Press, 1931)
- Ambrose Bierce: "My Dear Rearden": a Letter. (Berkeley: Bancroft Library Press, 1997)
- A Much Misunderstood Man: Selected Letters of Ambrose Bierce, S. T. Joshi e David E. Schultz, eds. (Columbus: Ohio State University, 2003)
- My Dear Mac: Three Letters (Berkeley: Bancroft Library Press, 2006)

### Contos
Ambrose Bierce foi um prolífico escritor de ficção. Ele escreveu 249 contos, 846 fábulas, e mais de 300 histórias bem-humoradas de Little Johnny. A lista a seguir fornece links para mais informações sobre histórias notáveis de Bierce.
Histórias de guerra
- Killed at Resaca (1887)
- One of the Missing (1888)
- A Tough Tussle (1888)
- A Horseman in the Sky (1889)
- An Occurrence at Owl Creek Bridge (1890)

Histórias sobrenaturais
- A Psychological Shipwreck (1879)
- An Inhabitant of Carcosa (1886)
- An Unfinished Race (1888)
- One of Twins (1888)
- The Spook House (1889)

- The Man and the Snake (1890)
- The Realm of the Unreal (1890)
- The Middle Toe of the Right Foot (1890)
- The Boarded Window (1891)
- The Death of Halpin Frayser (1891)
- The Secret of Macarger's Gulch (1891)
- John Bartine's Watch (1893)
- The Eyes of the Panther (1897)
- The Moonlit Road (1907)
- Beyond the Wall (1907)

Ficção científica
- The Damned Thing (1893)
- Moxon's Master (1899)